# 代物替
代物替（しろものがえ）は、江戸時代の長崎で、海外貿易の際に行なわれた取り引き方法。双方が用意した商品の、金額が一致する数量を交換する、物々交換である。
代物替は当初は「願売（ねがいうり）」「荷物替（にもつがえ）」といい、定高貿易制が施行された後の貞享3年（1686年）に、唐船側の嘆願によって始まったもので、定高の枠外での取引きを物々交換によって行った。これは、定高制のために来港した唐船の積戻し（売れ残り）の品が多くなり、それらを処分するために抜け荷が頻発したことも要因の1つであった。
元禄8年（1695年）に始まった銅代物替では、生糸・織物・香薬・砂糖・皮革・鉱物・漆・蝋などを、棹銅や玉銅、金線（金糸）と交換した。正徳5年（1715年）の海舶互市新例で唐船に対して設けられた有余売・雑物替（ぞうもつがえ）では絹織物・薬物・砂糖・小間物などを、当初は俵物・玉銅・芝吹銅と、後に昆布・鯣（するめ）・鰹節や銅器物・真鍮製品・蒔絵・伊万里焼物・樽物などと交換した。
唐人たちが一番求めたのは、煎海鼠（いりこ）・鱶鰭（ふかひれ）・干鮑（ほしあわび）などの俵物であった。これらの品は貿易用の代価とするため、全て長崎会所に納めねばならないことになっており、市民相互間の売買は一切禁止されていた。これらを僅かでも買ったり貯えたりしておくと、抜荷を企んでいるのではないかと疑われた。

## 代物替会所
銅代物替は、元禄8年8月に、江戸の商人・伏見屋四郎兵衛が、銅の代替で主として唐船の1500貫分の積戻し品の取引きを、江戸幕府に1500両の運上を納めることを条件に始められた。この時は、幕府は1000貫分の取引を認め、四郎兵衛は納付した運上金とは別に、375貫（金換算で6250両）の純利益を得た。翌9年（1696年）には貿易総額5000貫分・運上金1万両で銅代物替貿易が行われ、伏見屋は23000両以上の純利益を上げるが、翌10年（1697年）は貿易額が同じ5000貫でありながら運上金は35000両に増額されたため、長崎地下（じげ）への1万両の配分金もあって、純利益は5000両から諸経費を差し引いた分だけとなった。
元禄10年には、前年に「唐人おらんだ商売割方ならびに三ヵ一共に、総勘定の元締」に任じられた長崎町年寄の高木彦右衛門貞近が、2000貫目の積戻し品を不足した銅に代って俵物によって買い取ることを、2万両の運上を条件に認められた。これを機に「代物替会所」が設立され、彦右衛門は銅代物替の総締役を命じられた。元禄11年（1698年）には代物替会所は「長崎会所」に改称され、前年に唐蘭貿易総元締となった彦右衛門が引き続き元締めを任ぜられた。この年には彦右衛門は代物替運上方（しろものがえうんじょうがた）を任命され、幕府から役料として扶持米80俵を受ける身分となっていた。また、江戸の商人である桔梗屋又八・納屋長左衛門・岡又左衛門の3名が伏見屋に代わって銅代物替貿易を請負い、年間1万6000両の運上金を納めることとなった。しかし、大坂商人たちとの取引上のトラブルから銅の調達に支障を来したため、勘定奉行の荻原重秀が元禄12年（1699年）1月28日に長崎に巡見して、長崎貿易の利潤と会所運営費用の正確な算出調査をするとともに、輸出用の銅の調達を命じた。